# Holland (альбом)
Holland — девятнадцатый студийный альбом американской рок-группы The Beach Boys. Пластинка вышла в январе 1973 года на Brother Records и заняла 36-е место в американском хит-параде журнала Billboard. Первые партии экземпляров Holland также включали мини-альбом Mount Vernon and Fairway — музыкальную сказку, написанную Брайаном Уилсоном.

## Обзор
Название альбома отсылает к месту записи альбома — Нидерландах, куда The Beach Boys по требованию их менеджера Джека Рили переехали в июне 1972 года. Работа над альбомом продолжалась там до начала августа, сведение и доработки проходили в течение последующих месяцев в США. Запись альбома обошлась в 250 000 долларов.
С альбомом Holland завершился период, начатый в конце 1960-х годов после Pet Sounds и Smile. Несмотря на относительный успех пластинки и положительную реакцию критиков, творческая активность коллектива резко снизилась: следующий студийный альбом The Beach Boys — 15 Big Ones — вышел лишь через три года и ознаменовал возврат ансамбля к своим рок-н-ролльным корням.

## Обложка
На обложку помещена перевёрнутая сверху вниз фотография канала вдоль улицы Кромме-Вааль, протекающего через центр Амстердама.

## Список композиций

### «Holland»
| №  | Название                              | Автор(ы)                                                                | Вокал                                    | Длительность |
| -- | ------------------------------------- | ----------------------------------------------------------------------- | ---------------------------------------- | ------------ |
| 1. | «Sail On, Sailor»                     | Брайан Уилсон / Тандин Алмер / Рэй Кеннеди / Джек Рили / Ван Дайк Паркс | Блонди Чаплин                            | 3:19         |
| 2. | «Steamboat»                           | Деннис Уилсон / Дж. Рили                                                | Карл Уилсон, Д. Уилсон                   | 4:33         |
| 3. | «California Saga/Big Sur»             | Майк Лав                                                                | М. Лав                                   | 2:56         |
| 4. | «California Saga/The Beaks of Eagles» | Робинсон Джефферс / Алан Джардин / Линда Джардин                        | М. Лав, А. Джардин                       | 3:49         |
| 5. | «California Saga/California»          | А. Джардин                                                              | Б. Уилсон, М. Лав, К. Уилсон, А. Джардин | 3:21         |

| №  | Название            | Автор(ы)                                     | Вокал                                               | Длительность |
| -- | ------------------- | -------------------------------------------- | --------------------------------------------------- | ------------ |
| 1. | «The Trader»        | К. Уилсон / Дж. Рили                         | К. Уилсон                                           | 5:04         |
| 2. | «Leaving This Town» | Рики Фатаар / Б. Чаплин / К. Уилсон / М. Лав | Б. Чаплин                                           | 5:49         |
| 3. | «Only with You»     | Д. Уилсон / М. Лав                           | К. Уилсон                                           | 2:59         |
| 4. | «Funky Pretty»      | Б. Уилсон / М. Лав / Дж. Рили                | К. Уилсон, А. Джардин, Б. Чаплин, Р. Фатаар, М. Лав | 4:09         |

### «Mount Vernon and Fairway (A Fairy Tale)»
| №  | Название                            | Автор(ы)              | Вокал     | Длительность |
| -- | ----------------------------------- | --------------------- | --------- | ------------ |
| 1. | «Mt. Vernon and Fairway — Theme»    | Б. Уилсон             |           | 1:34         |
| 2. | «I’m the Pied Piper — Instrumental» | Б. Уилсон / К. Уилсон |           | 2:20         |
| 3. | «Better Get Back in Bed»            | Б. Уилсон             | К. Уилсон | 1:39         |

| №  | Название                 | Автор(ы)              | Вокал     | Длительность |
| -- | ------------------------ | --------------------- | --------- | ------------ |
| 1. | «Magic Transistor Radio» | Б. Уилсон             | Б. Уилсон | 1:43         |
| 2. | «I’m the Pied Piper»     | Б. Уилсон / К. Уилсон | Б. Уилсон | 2:09         |
| 3. | «Radio King Dom»         | Б. Уилсон / Дж. Рили  |           | 2:38         |

В 2000 году альбом был переиздан, включая «Mount Vernon and Fairway» на одном компакт-диске вместе с предыдущим альбомом Carl and the Passions – “So Tough”.

## Альбомные синглы
- Sail On, Sailor / Only with You (Brother 1138; 29 января 1973; № 79)
- California Saga (On My Way to Sunny Californ-i-a) / Funky Pretty (Brother 1156; 16 апреля 1973; № 84)
- Sail On, Sailor / Only with You (переиздание: Brother 1325; 10 марта 1975; № 49)

## Позиции в хит-парадах
Годовые чарты:
| Хит-парад (1973)         | Позиция |
| ------------------------ | ------- |
| Нидерланды (Buma/Stemra) | 65      |